# Кіпа Альберт
Альберт Кіпа (нар. 10 вересня 1939, Київ) — український літературознавець, педагог-германіст, науковець.

## Біографія
Народився 10 вересня 1939 року в Києві.
1951 року прибув із батьками до США. У 1962 році закінчив Нью-Йоркський університет, здобув ступінь магістра (1964). Працював лектором у Нью-Йоркському, Пенсільванському і Фрайбурзькому університетах. З 1979 року — професор, з 1997 — завідувач кафедри мов, літератури та культури Мюленбергського коледжу. Голова «Рідної школи» в Філадельфії. З 1984 року професор УВУ, з 2003 — ректор УВУ. Дійсний член НТШ з 1983 року, УВАН з 1998, академік АПН України.
2006 року очолив Управу УВАН в Америці.

## Творчість
Автор наукових праць, статей з української літератури.